# Benedikt Nadig
Benedikt Nadig (ur. 19 grudnia 1984) – szwajcarski snowboardzista. Nie startował na igrzyskach olimpijskich. Na mistrzostwach świata najlepszy wynik uzyskał na mistrzostwach w Arosa, gdzie zajął 19. miejsce w Big Air. Najlepsze wyniki w Pucharze Świata osiągnął w sezonie 2006/2007, kiedy to zajął 57. miejsce w klasyfikacji generalnej, a w klasyfikacji Big Air był szósty.

## Sukcesy

### Mistrzostwa Świata
| Miejsce | Dzień       | Rok  | Miejscowość | Konkurencja | Zwycięzca      |
| ------- | ----------- | ---- | ----------- | ----------- | -------------- |
| 19.     | 19 stycznia | 2007 | Arosa       | Big Air     | Mathieu Crepel |
| 23.     | 24 stycznia | 2009 | Kangwŏn     | Big Air     | Markku Koski   |

### Puchar Świata

#### Miejsca w klasyfikacji generalnej
- 2002/2003 – –
- 2003/2004 – –
- 2004/2005 – –
- 2005/2006 – 78.
- 2006/2007 – 57.
- 2007/2008 – 94.
- 2008/2009 – 118.
- 2009/2010 – 73.

#### Miejsca na podium
1. Graz – 6 stycznia 2007 (Big Air) – 3. miejsce
2. Londyn – 25 października 2008 (Big Air) – 3. miejsce